# Sundsvall
Sundsvall és una ciutat de Norrland al centre de Suècia, situada a la província de Medelpad i el comtat de Västernorrland. El 2004 tenia 49.150 habitants i es troba a 62° 24′ N, 17° 19′ E. Administrativament, és la seu de la municipalitat de Sundsvall, que inclou els voltants dins un radi d'uns 40 km (tret de Timrå) i tenia 94.339 habitants el juny del 2006.

## Centre històric
El 1888 es cremà gran part de Sundsvall durant l'incendi de Sundsvall. Després d'això, hi hagué llargues discussions sobre com s'hauria de reconstruir la ciutat. Els dirigents estaven tots d'acord que el centre de la ciutat s'havia de moure d'Åkroken cap al mar i que l'Esplanaden havia de ser el carrer principal de la nova ciutat, però en la resta de qüestions prevalia el desacord. La Brandförsäkringsbolaget Sverige (Companyia d'Assegurances d'Incendi de Suècia) tingué la idea de reconstruir la ciutat amb pedra, cosa que protegiria la població d'eventuals incendis. L'incendi de Sundsvall havia estat el més gran de la història de Suècia i havia suposat un cost colossal per les companyies d'assegurances. Aquesta idea fou finalment adoptada, i això donà al centre de la ciutat el nom de Stenstaden. Hi ha tres parcs a Stenstaden; el Hedbergska parken, el Vängåvan parken i el Stadshusparken.

## Història
Va rebre el títol de ciutat l'any 1621. Té un port al golf de Bòtnia, i es troba 395 km al nord d'Estocolm. La ciutat ha estat cremada i reconstruïda quatre vegades. La primera, el 1721, l'exèrcit rus hi calà foc durant la Gran Guerra del Nord. L'última, el 1888, fou el més gran de la història de Suècia. Es creu que l'incendi fou causat per una espurna d'un vaixell de vapor. Després d'aquest incendi, el centre de la ciutat fou reconstruït únicament amb edificis de pedra. Per això, el centre de Sundsvall rep el nom de Stenstaden (la ciutat de pedra).
Segons un historiador, l'industrialisme suec començà a Sundsvall quan el molí de Tunadal comprà una serra a vapor el 1849. A principis del segle xx, Sundsvall era un centre fuster molt important a Suècia, encara més que avui en dia. La primera gran vaga de Suècia fou la "vaga de Sundsvall" el 1879. La tradició industrial fa que la socialdemocràcia i el socialisme estiguin més presents a la regió de Sundsvall que a Suècia en general.
Avui en dia, Sundsvall no es dedica únicament a la indústria paperera i de l'alumini, sinó que també hi ha bancs, companyies asseguradores, empreses de telecomunicacions i alguns centres de processament de dades públiques com ara la seguretat social sueca. El campus principal de la Mittuniversitetet també es troba a la ciutat.

## Galeria

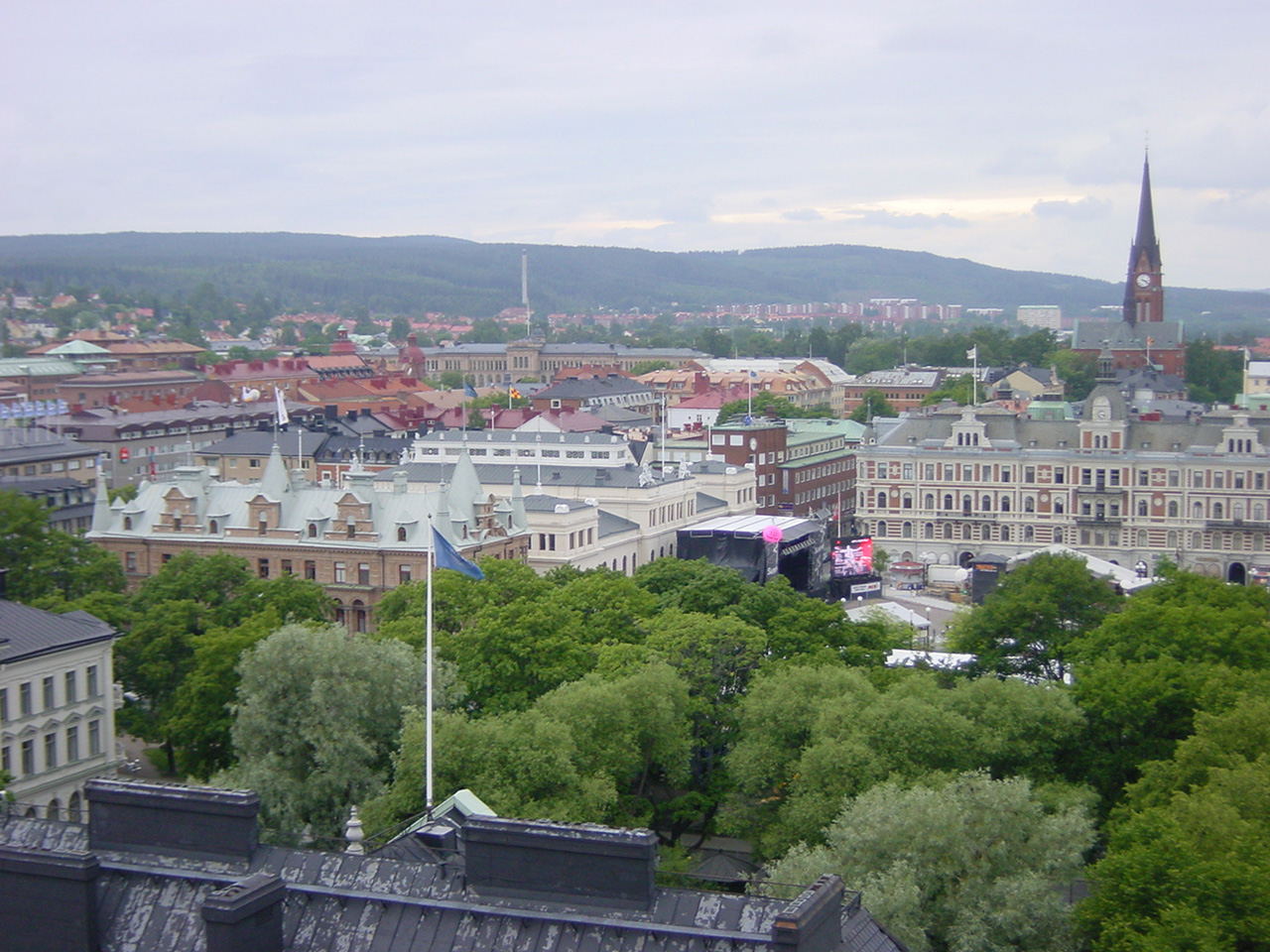
Sundsvall des de l'aire
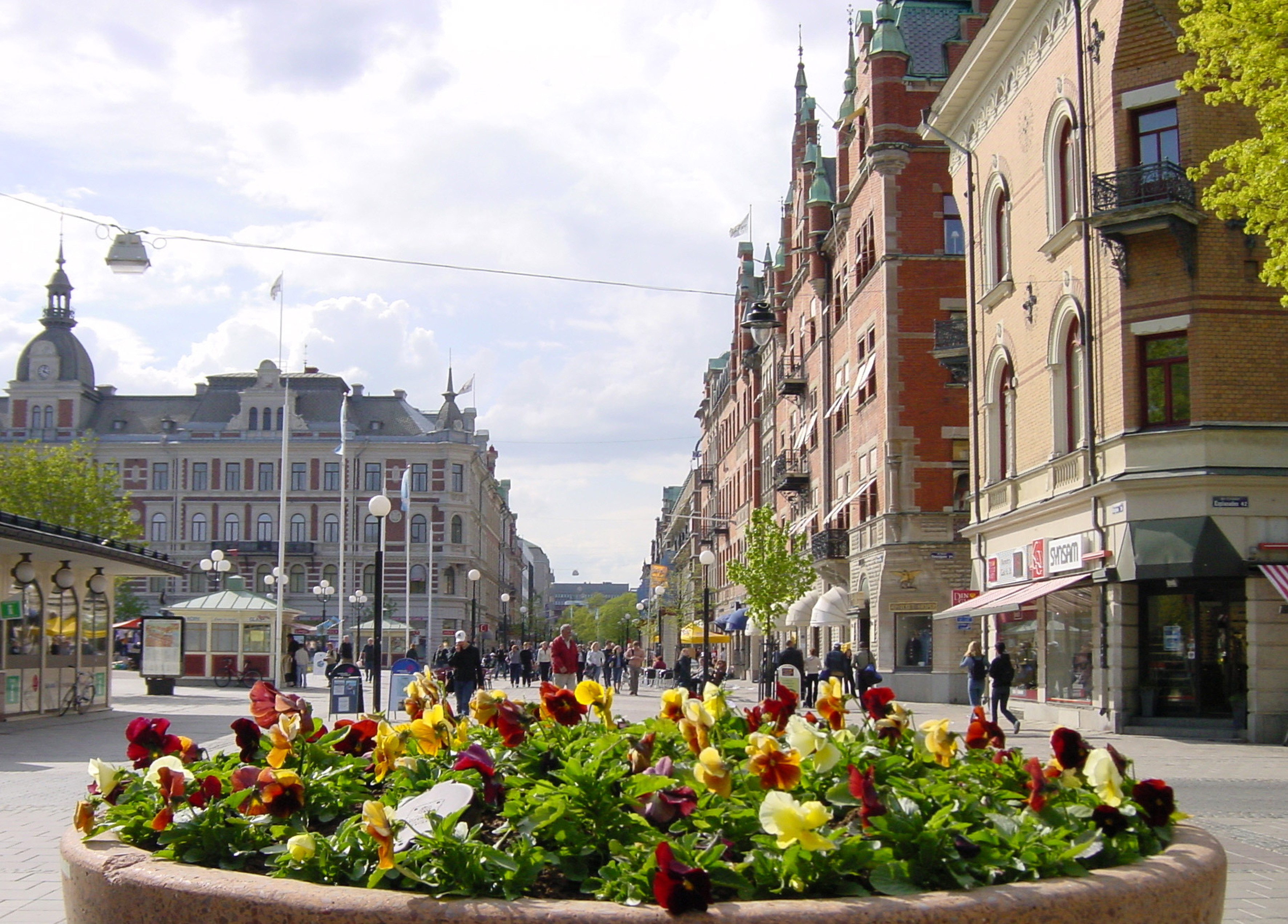
Carrer principal

## Personalitats
- Borg Mesch, fotògraf

## Agermanaments
- Pori, Finlàndia
- Porsgrunn, Noruega
- Sønderborg, Dinamarca
- Volkhov, Rússia
- Konin, Polònia